# Donacosa merlini
Donacosa merlini är en spindelart som beskrevs av Mark Alderweireldt och Rudy Jocqué 1991. Donacosa merlini ingår i släktet Donacosa och familjen vargspindlar.
Artens utbredningsområde är Spanien. Inga underarter finns listade i Catalogue of Life.